# Gačnik
Gačnik este o localitate din comuna Pesnica, Slovenia, cu o populație de 492 de locuitori.